# Escut d'Isil
L'escut d'Isil era l'escut d'armes del municipi extingit d'Isil, a la comarca del Pallars Sobirà.
Perdé vigència el 1970, quan foren ser agrupats els antics termes d'Isil, Son, Sorpe i València d'Àneu en el municipi de nova creació d'Alt Àneu.
El 15 de juliol del 1992, després de 20 anys sense escut normalitzat segons la normativa vigent, el nou municipi adoptà l'Escut d'Alt Àneu.

## Descripció heràldica
Escut d'or, quatre pals vermells; en cap, el nom de la localitat GIL (grafiat amb la forma amb què es denominava antigament el poble i municipi).